# The Right of Way
Pour plus de détails, voir Fiche technique et Distribution.
The Right of Way est un film américain réalisé par Frank Lloyd, sorti en 1931.

## Synopsis
Charles Beauty Steel, un avocat, voit sa femme le quitter à cause de sa consommation d'alcool, alors que son beau-frère vient de dérober de l'argent  appartenant à l'un de ses clients. Recherchant le voleur, l'avocat est laissé pour mort à la suite d'une attaque. Un couple qui passait par là, le sauve mais constate que l'homme est devenu amnésique. Il recommence sa vie et est heureux, jusqu'à ce que le retour de sa mémoire le renvoie à la résolution de ses anciens engagements.

## Fiche technique
- Titre : The Right of Way
- Réalisation : Frank Lloyd
- Scénario : Francis Edward Faragoh d'après le roman de Gilbert Parker
- Photographie : John F. Seitz
- Montage : Terry O. Morse
- Musique : Rex Dunn (non crédité) Alois Reiser (non crédité)
- Directeur musical : Leo F. Forbstein
- Direction artistique : Jack Okey
- Société de production : First National Pictures
- Société de distribution :  Warner Bros. Pictures (États-Unis), Vitagraph Company of America (Canada)
- Pays de production :   États-Unis
- Langue de tournage : Anglais américain
- Format : Noir et blanc — 35 mm — 1,37:1 — Son : Mono
- Genre : Film dramatique
- Durée : 68 minutes (1 h 8)
- Date de sortie : 1931

## Distribution
- Conrad Nagel : Charley 'Beauty' Steele
- Loretta Young : Rosalie Evantural
- Fred Kohler : Joseph Portugais
- William Janney : Billy Wantage
- Snitz Edwards : Luis Trudel
- George C. Pearce : The Cure
- Halliwell Hobbes : The Siegneur
- Olive Tell : Kathleen
- Brandon Hurst : le procureur
- Yola d'Avril : Suzette
- Harry Cording (non crédité)
- Emmett King (non crédité)